# مقاطعة ديشا (أركنساس)
مقاطعة ديشا (بالإنجليزية: Desha County)‏ هي إحدى مقاطعات ولاية أركنساس في الولايات المتحدة الأمريكية.